# Кубинская ленточная акула
Кубинская ленточная, или кубинская тройнозубая акула, или карликовая острозубая акула (лат. Eridacnis barbouri), — глубоководный вид хрящевых рыб рода ленточных акул семейства полосатых кошачьих акул отряда кархаринообразных. Обитает в Атлантическом океане. Размножается яйцеживорождением. Максимальная зафиксированная длина — 34 см. Окрас светло-серого цвета. Не является объектом коммерческого промысла.

## Таксономия
Вид впервые описан в 1944 году. Голотип представляет собой самца длиной 28,3 см, который хранится в Музее сравнительной зоологии, Гарвард.

## Ареал
Кубинские ленточные акулы обитают на ограниченной территории в центрально-западной части Атлантического океана у берегов Флориды, США, и Кубы. Они держатся в верхней части континентального шельфа и материкового склона на глубине 430—613 м.

## Описание
У кубинских ленточных акул тонкое вытянутое тело. Расстояние от кончика рыла до рта в 1,5 раза меньше длины рта. По углам рта имеются короткие губные борозды. Основание первого спинного плавника лежит перед основанием брюшных плавников. Первый и второй спинные плавники приблизительно равны по высоте. Анальный плавник существенно меньше обоих спинных плавников, его основание начинается позади начала основания второго спинного плавника. Хвостовой плавник длинный, узкий, имеет форму ленты и вытянут почти горизонтально. Окрас светло-серого цвета.

## Биология
Этот вид размножается яйцеживорождением, в помёте бывает по 2 детёныша. Самцы и самки достигают половой зрелости при длине 28 см и 27 см соответственно. Размер новорождённых менее 10 см. Рацион, вероятно, состоит из мелких костистых рыб, ракообразных и головоногих.

## Взаимодействие с человеком
Вид не представляет опасности для человека. Коммерческой ценности не имеет. Глубоководный рыбный промысел в ареале кубинских ленточных акул отсутствует. Данных для оценки статуса сохранности вида недостаточно.